# Tetraciclină
Tetraciclina este un antibiotic din clasa tetraciclinelor, fiind utilizat în tratamentul mai multor infecții bacteriene. Printre acestea se numără: acneea, holera, bruceloza, ciuma, febra tifoidă, tifosul și sifilisul. Calea de administrare disponibilă este cea orală.
Molecula a fost patentată în anul 1953 și a devenit disponibilă comercial în anul 1978. Se află pe lista medicamentelor esențiale ale Organizației Mondiale a Sănătății.

## Reacții adverse
Colorarea dinților în roșu sau brun, fotosensibilitate. Nu se poate asocia cu alte medicamente care conțin ioni bivalenți, precum antiacide pe bază de aluminiu sau antianemice pe bază de fier (inactivare reciprocă). Din același motiv nu se poate asocia cu alimente bogate în calciu (lapte, iaurt).